# Max Waibel (Grafiker)
Max Waibel (* 1903; † 1979) war ein deutscher Grafiker und Maler, der vor allem als Drucker bekannt wurde.

## Leben
Nach einer Lehre als Schriftsetzer und Lithograph studierte er bei Albert Windisch, Heinrich Hoffmeister und Rudolf Koch. Anschließend arbeitete er bei der Bauerschen Gießerei in Frankfurt neben Heinrich Jost, der dort künstlerischer Leiter war. Waibel brachte zusammen mit Günter Dörr die Waibel-Pressendrucke heraus, an denen auch Gerhart Kraaz mitarbeitete. Von den 1950er Jahren bis 1969 war er Lehrer an der Gutenberg-Berufsschule in Frankfurt, zu jener Zeit lehrte dort auch Alf Bayrle.

## Werke
- alpha, nur ein Vokal: der Buchstabe A im Wandel schöner Formen von der Antike bis zur Gegenwart mit den Worten des Evangelisten Johannes (Kapitel 1-10, Vers 1-30). Hans Adolf Halbey, Max Waibel (Hrsg.), Freunde des Klingspor-Museums, Offenbach am Main 1961
- Marken, Zeichen, Exlibris. Waibel-Pressendrucke-GmbH, Offenbach am Main 1979
- Frankfurt am Main : in unruhigen Tagen zwischen d. Kaiserreich u.d. Weimarer Republik. Waibel-Pressendrucke-GmbH, Offenbach am Main 1979

## Weblink
- Max Weibel Kurzbiografie vom Klingspor-Museum Offenbach (PDF-Datei; 527 kB)

| Personendaten    | Personendaten                                   |
| ---------------- | ----------------------------------------------- |
| NAME             | Waibel, Max                                     |
| KURZBESCHREIBUNG | deutscher Grafiker, Maler, Typograf und Drucker |
| GEBURTSDATUM     | 1903                                            |
| STERBEDATUM      | 1979                                            |